# Feinverdrahtung
Feinverdrahtung ist ein Schritt beim Layoutentwurf von integrierten Schaltkreisen einer Schaltung. Hierbei wird für die einzelne Signalnetze, die zuvor bei der Globalverdrahtung auf ungefähren Verdrahtungswegen verlegt wurden, auf den Ebenen, die dem Layout zur Verfügung stehen, konkrete Geometrien festgelegt.

## Grundlagen
Bei der Feinverdrahtung ist eine Menge von Signalnetzen gegeben, deren Anschlüsse während der Platzierung einer Geometrie auf dem Wafer zugeordnet wurden. Diese gilt es auf weiteren Ebenen, die auf der Waferoberfläche abgeschieden werden, elektrisch leitend zu verbinden. Dazu werden meist mittels maskenbasierten Verfahren im Wechsel elektrisch leitende und elektrisch isolierende Ebenen abgeschieden (Mehrlagenplatine) und per Photolithographie innerhalb von gezielten Bereichen geätzt. Die Verdrahtungsebenen werden mittels VIAs an Bereichen elektrisch miteinander verbunden, die durch die Ätzung freigelegt sind.
Abhängig von der eingesetzten Technologie sind bei der Verdrahtung unterschiedliche Randbedingungen zu beachten. Ebenfalls abhängig von den technologisch gegebenen Ressourcen werden bei der Feinverdrahtung unterschiedliche Algorithmen eingesetzt.
Meist ist auf den elektrisch leitenden Ebenen eine Vorzugsrichtung festgelegt. Diese wechselt dann alternierend auf den darüberliegenden elektrisch leitenden Ebenen. Dies hat sowohl technologische als auch algorithmische Vereinfachungen zur Folge.

## Methoden
Für die gegebenen Verdrahtungsressourcen lassen sich unter Beachtung der Technologieregeln Algorithmen entwickeln, die mögliche Layouts für die Verdrahtungen erzeugen. Aus dieser Verdrahtungen lassen sich Masken generieren, die innerhalb eines Halbleiterprozesses zur Herstellung der Schaltung genutzt werden können.
Die genutzten Algorithmen unterteilen den Graphen oft in diskrete, die Technologieregeln implizierende Bereiche, was einen diskreten Rastergraphen als Grundlage der Verdrahtungsalgorithmen bedingt. Jedoch ist es gerade bei immer kleinerwerdenden Technologien nötig, eine kontinuierliche Betrachtung der Chipfläche heranzuziehen, um den Vorzügen der Skalierung gerecht zu werden.

### Kanal- und Switchboxverdrahtung
Historisch gesehen wurden integrierte Schaltkreise lange Zeit durch zwei über dem Wafer abgeschiedene Verdrahtungsebenen gefertigt. Dies führte zu speziellen Algorithmen, die Annahmen trafen, welche auf eine Ebene mit vertikaler und eine andere mit horizontaler Vorzugsrichtung (jeweils parallel zur Waferebene) optimiert waren.
Konkret wurde die zu verdrahtende Chipfläche unterteilt, abhängig von der Anzahl der auf Waferebene benachbarten Standardzellen oder Makros:
- in Kanäle (bei zwei Nachbarn) oder
- in Switchboxen (bei drei oder vier Nachbarn).

Für diese stand eine Reihe von Algorithmen bereit, die an die begrenzten Ressourcen angepasst waren.

### Flächenverdrahtung
In moderneren Schaltungen sind bedingt durch mehrere der Verdrahtung zur Verfügung stehenden Ebenen allgemeinere Algorithmen zur Verdrahtung zu verwenden als bei der Verdrahtung auf zwei Ebenen.
Oft sind spezialisierte Wegsuchalgorithmen Grundlage der Feinverdrahtung auf mehreren Ebenen (beispielsweise der A*-- oder der Dijkstra-Algorithmus).